# 오늘도 건강하세요
《오늘도 건강하세요》는 대한민국의 방송국인 MBC경남의 MBC경남 표준FM에서 평일 저녁 7시 20분부터 밤 8시까지 방송했던 퇴근길 건강정보 프로그램이다.

## 진행
- 김혜민